# Appias lalassis
Appias lalassis is een vlindersoort uit de familie van de Pieridae (witjes), onderfamilie Pierinae.
Appias lalassis werd in 1887 beschreven door Grose-Smith.